# Sens-de-Bretagne
Sens-de-Bretagne (bret. Sen) – miejscowość i gmina we Francji, w regionie Bretania, w departamencie Ille-et-Vilaine.
Według danych na rok 1990 gminę zamieszkiwały 1393 osoby, a gęstość zaludnienia wynosiła 45 osób/km² (wśród 1269 gmin Bretanii Sens-de-Bretagne plasuje się na 450. miejscu pod względem liczby ludności, natomiast pod względem powierzchni na miejscu 261.).